# Randy Wittman
Randy Wittman, né le 28 octobre 1959 à Indianapolis, dans l'Indiana, est un joueur et entraîneur américain de basket-ball. Il évoluait au poste d'arrière. De 2012 à 2016, il fut l'entraîneur en chef des Wizards de Washington.